# IMSLP
 (septembre 2023).

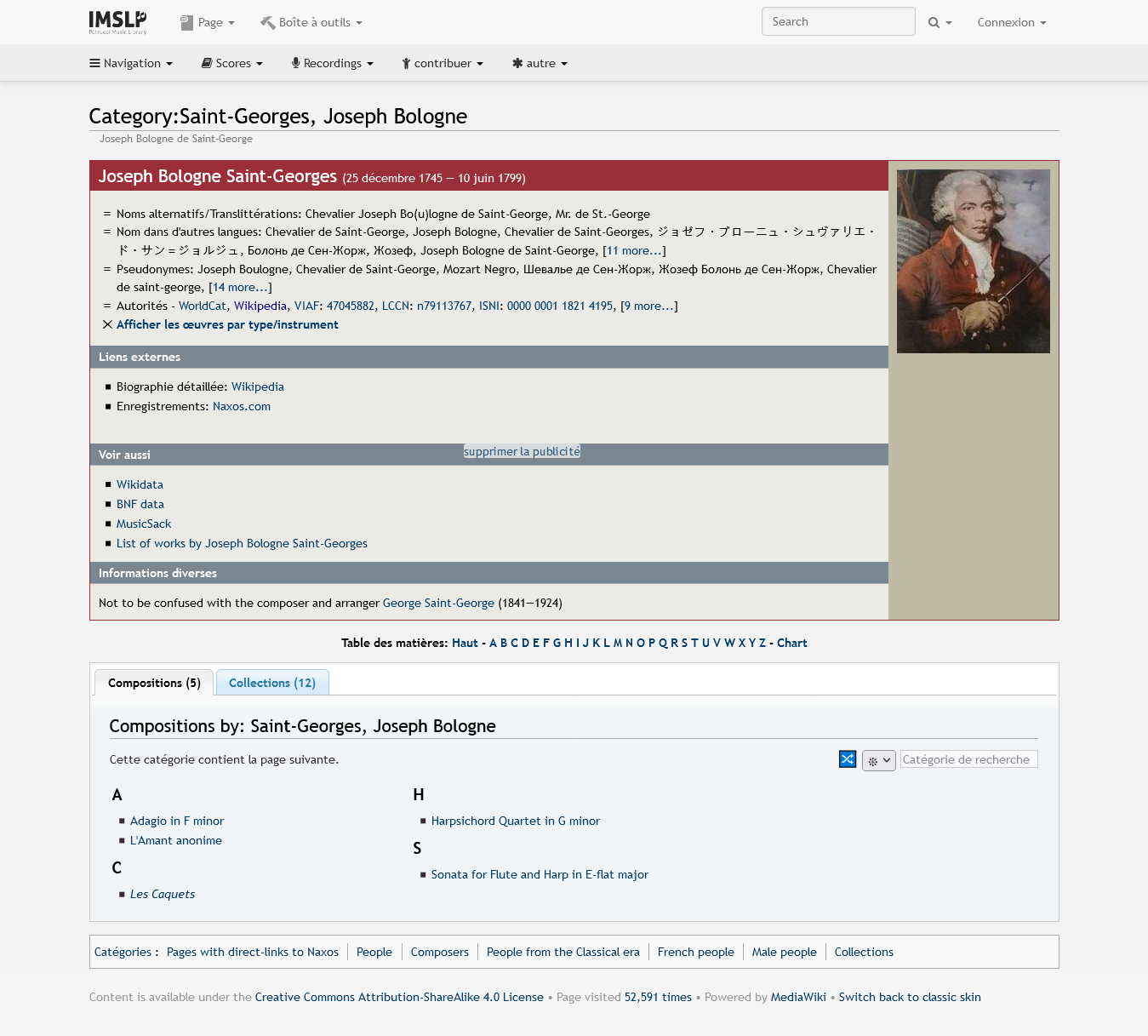
Page du compositeur Joseph Bologne de Saint-George sur IMSLP.

L'International Music Score Library Project (autrement appelée IMSLP ou encore librairie musicale Petrucci) est une médiathèque virtuelle en ligne de partitions de musique dans le domaine public, exploitant le moteur MediaWiki.
Le projet contient pour la plupart des numérisations de vieilles partitions qui ne sont plus sous droit d'auteur, contrairement au projet Mutopia[réf. nécessaire] ou à CPDL qui rassemblent seulement des partitions réécrites à l'ordinateur. Quelques partitions peuvent être dans le domaine public seulement aux États-Unis ou au Canada, mais pas encore dans les autres pays.
En plus des partitions dans le domaine public, le projet admet aussi des partitions de compositeurs contemporains sous licences Creative Commons. Les pages de discussion associées à chaque œuvre peuvent être utilisées pour analyser et échanger des idées sur la musique. Le site comprend aussi un forum Internet multilingue.

## Fonctionnalités

### Abonnement
Le site présente des publicités sous forme de bannières à ses utilisateurs et propose un abonnement afin de les faire disparaître. Un autre incitatif à s'abonner est le délai de 15 secondes imposé lors du téléchargement d'une partition en format PDF. Il est aussi possible pour les organisations de profiter d'un abonnement par palliers en fonction du nombre d'utilisateurs.

### Métadonnées
Au départ, IMSLP se servait d'un système prescriptif de genres pour la catégorisation. Guo a ensuite considéré le remplacer par la Library of Congress Classification (LCC), mais il trouvait que son utilisation n'était pas assez intuitive considérant la nature collaborative des collections. Ainsi, le site utilise un système d'identification à l'aide de métadonnées depuis 2010, soit le système MW:G. Ce système s'opère justement dans une optique collaborative. Quiconque détient le titre de bibliothécaire est en mesure de faire des modifications aux étiquettes sous la supervision d'un chef de projet. 
Le nombre d'étiquettes pouvant être apposées à un item est illimité. De plus, tous les aspects d'une pièce peuvent être catégorisés dans ces étiquettes, de sorte qu'une même partition puisse se retrouver dans de multiples catégories sans compromettre la classification.
La fonctionnalité CategoryWalker permet à l'utilisateur de faire des recherches en combinant plusieurs catégories, ce qui lui permet d'obtenir des résultats à l'intersection des aspects sélectionnés, si de tels résultats existent. Il est aussi possible d'exclure des catégories de la recherche.

### Préservation
IMSLP s'assure de la longévité des collections grâce à un système de sauvegarde exhaustif sur plusieurs serveurs indépendants. De plus, tous les items de la collection sont hébergés sur IMSLP directement, prévenant l'expiration de liens externes. 
Le site tient à ce que tous les fichiers texte soient déposés en copie PDF, soit un format normalisé, afin que les documents ne deviennent jamais obsolètes. Puisqu'il existe de nombreux lecteurs PDF en libre accès, c'est aussi une façon de s'assurer que l'utilisateur soit en mesure de lire les fichiers.

## Histoire
À l'aide d'une équipe de révision spécialisée en droit d'auteur, IMSLP veille à n'enfreindre aucune loi, mais les juridictions étant très différentes partout dans le monde, cela demande beaucoup de recherche et engendre parfois des plaintes.
En octobre 2007, Edward W. Guo (de pseudonyme « Feldmahler »), créateur du site, décide de le fermer après avoir reçu une lettre de l'éditeur de musique Universal Edition, l'accusant d'héberger des partitions sous droits d'auteur et le menaçant de poursuites judiciaires s'il n'exerçait pas un filtrage des adresses IP par pays en raison des différences de durée des droits d'auteurs selon les pays. Universal Edition est une compagnie autrichienne. La loi canadienne stipulant que les oeuvres musicales d'un compositeur deviennent publiques 50 ans après son décès ne s'applique pas en Autriche. C'est plutôt 70 après le décès du compositeur. 

Le 29 juin 2008, Guo publie une lettre ouverte annonçant la réouverture du site, dorénavant dédié à Ottaviano Petrucci, un imprimeur né au XVe siècle et une figure importante pour la diffusion d'oeuvres musicales. On fera ensuite référence à IMSLP comme étant la Petrucci Music Library. Guo en profite pour réitérer sa position dans cette constroverse sur l'accès à l'information:
« Permettez-moi de mettre quelque chose au clair. IMSLP continuera de s'opposer aux organisations qui tentent de restreindre le libre accès. Un des principaux objectifs de IMSLP est de faciliter l'accès du public à la musique libre de droit. C'est pourquoi toute tentative de réduire ce bassin rencontrera une forte résistance de la part d'IMSLP, qui sonnera l'alarme auprès du grand public si on s'en prend à l'héritage culturel mondial de cette façon. Il ne sera pas facile de faire taire IMSLP. »
L'IMSLP est de nouveau en ligne depuis le 30 juin 2008. Au total, le site aura été fermé huit mois. Une portion importante du catalogue d'IMSLP est rendue inaccessible, tant que les administrateurs du site dressent l'inventaire des partitions susceptibles d'enfreindre la législation sur les droits d'auteur. Ainsi, près de 400 partitions, dont la quasi-totalité des œuvres de Gershwin, sont actuellement bloquées au téléchargement.
Un des principaux projets d'IMSLP est l'importation des œuvres complètes de Bach dans l'édition Bach-Gesellschaft Ausgabe (1851-1899). Ce projet a été déclaré achevé le 3 novembre 2008.
En septembre 2011, le site Werner Icking Music Archive (WIMA) transfère toutes ses partitions sur IMSLP avant de fermer.
IMSLP est maintenant disponible sous forme d'application sur Google Play ainsi que sur l'App Store de Apple.

## Distinctions
IMSLP figure parmi les gagnants des prix MERLOT pour l'année 2009 dans la catégorie musique. Les prix MERLOT sont remis à des auteurs et des développeurs ayant contribué à la communauté académique en ayant mis sur pied des ressources en ligne favorisant l'apprentissage et l'enseignement. 
L'Associated Chamber Music Players (ACMP) a remis à Edward W. Guo le prix Helen Rice le 24 septembre 2018 pour son travail sur l'International Music Score Library Project. Il s'agit d'un prix remis pour récompenser une personne ayant permis au monde de la musique de chambre de progresser. L'ACMP a ainsi souligné l'importance d'une ressource telle que IMSLP pour les musiciens amateurs souhaitant accéder à de la musique de chambre. L'organisation a d'ailleurs collaboré avec Guo en 2016 afin de rendre disponible sa collection de plus de 200 000 pièces de musique de chambre sur IMSLP.